# James E. Broome
James Emilius Broome Sr. (Hamburg, 15 dicembre 1808 – DeLand, 23 novembre 1883) è stato un politico statunitense. Fu il terzo governatore della Florida.

## Biografia
Broome nacque ad Hamburg, nella Carolina del Sud, un sobborgo dell'adiacente Augusta oggi non più esistente. Fatta fortuna come commerciante, dopo la morte della prima moglie si trasferì in Florida nel 1837, stabilendosi a Tallahassee. Si occupò di affari mercantili fino a quando si ritirò nel 1841, poiché nominato dal governatore territoriale Richard Keith Call giudice della contea di Leon, posizione che mantenne fino al 1848.
Fu eletto governatore come democratico e si insediò il 3 ottobre 1853. Durante il suo mandato il Partito Whig, all'epoca all'opposizione, controllava la Legislatura dello Stato della Florida. Fautore dell'autonomia degli Stati e della possibile secessione, Broome pose il veto a così tante leggi approvate dagli avversari che diventò noto come il "Governatore del veto". Tra le nuove leggi bloccate, ve ne fu una che avrebbe eliminato la Corte Suprema statale. Dopo che il suo mandato di governatore terminò nel 1857, Broome prestò servizio come membro del Senato della Florida dal 1860 al 1864.
Era uno dei più facoltosi piantatori della Florida, ed era molto in sintonia con la causa confederata. Nel 1865, dopo la fine della guerra, si trasferì a New York City. Morì durante una visita al figlio a DeLand nel 1883. Broome era stato sposato cinque volte, rimanendo vedovo le prime quattro; tra le sue mogli ci furono Amelia Ann Dozier (1811–1836), Martha Hawkins Macon (1812–1847) e Adelia Kinnier Ferguson (1818–1903), quest'ultima in seguito risposatasi.